# South Ford

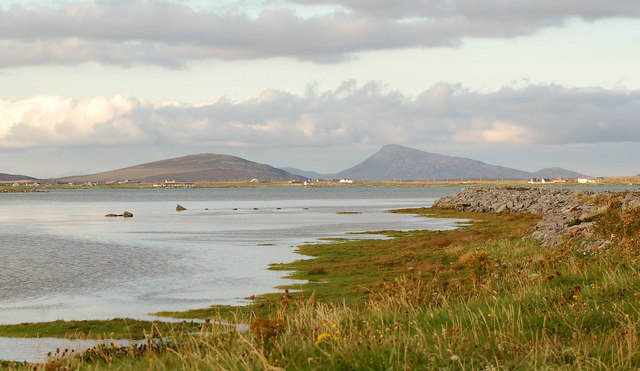
Blick über den South Ford von South Uist nach Benbecula. Entlang der Küste sind die Häuser von Creagorry und Linaclate zu sehen; im Hintergrund die Berge Ruaval und Eaval.

Der South Ford ist eine Meerenge, welche die schottischen Hebrideninseln Benbecula im Norden von der südlichen Nachbarinsel South Uist trennt. Die Wasserstraße verläuft in Ost-West-Richtung und ist an ihrer weitesten Stelle am westlichen Ende etwa drei Kilometer breit. An der schmalsten Stelle misst sie nur etwa 800 m. An dieser Stelle überquert die A865 auf dem South Ford Causeway den Kanal und verbindet die benachbarten Inseln. Im Westen markiert die schmale Insel Gualan das Ende des South Ford.
Innerhalb des South Ford sind zahlreiche kleine Inseln zu finden. An vielen Stellen weist er nur eine geringe Wassertiefe auf. Bei Ebbe fällt die Meerenge teilweise trocken und kann innerhalb eines kurzen Zeitraums zu Fuß überquert werden. Um den Gefahren durch die eintreffende Flut sowie den Treibsänden zu begegnen, wurde im Jahre 1942 die South Ford Bridge errichtet. 1982 wurde sie durch den Damm South Ford Causeway ersetzt.